# 2683 Brian
2683 Brian (1981 AD1) là một tiểu hành tinh vành đai chính được phát hiện ngày 10 tháng 1 năm 1981 bởi Thomas, N. G. ở Flagstaff (AM).
Don't confuze it with 2488 Bryan.